# Karl Fahrenhorst

Karl Fahrenhorst

Karl Paul Emil Fahrenhorst (* 24. Februar 1882 in Berlin; † 17. September 1945 in Oranienburg) war ein deutscher Journalist, Gewerkschaftsfunktionär, rassistischer Genealoge und völkisch-nationalsozialistischer Politiker.

## Leben
Von 1905 war er Generalsekretär der Evangelischen Jugendfürsorge, anschließend bis 1918 als Soldat im Weltkrieg im Feldeinsatz und Oberleiter der Soldatenheime der Heeresgruppe Linsingen und Eichhorn.
1922 gehörte er einem Freikorps an. Am 19. November 1922 beteiligte sich Fahrenhorst im Restaurant „Reichskanzler“ in der Yorckstraße an der durch Gerhard Roßbach, Albert Leo Schlageter und Heinz Oskar Hauenstein vorangetriebenen Gründung der Großdeutschen Arbeiterpartei (GDAP), die als Tarnorganisation und Fortsetzung der kurz zuvor in Preußen verbotenen NSDAP diente, und die er zusammen mit Arno Chwatal und Hermann Kretzschmann leitete, bis die GDAP am 10. Januar 1923 verboten wurde.
Mit Roßbach gründete Fahrenhorst zudem im Herbst 1922 in Berlin den „Arbeiterbefreiungsbund“, eine Auffangorganisation für den verbotenen Deutschvölkischen Schutz- und Trutzbund.
Seit 1923 war er in Charlottenburg Führer des von Chwatal mitbegründeten „Reichsbundes völkischer Kampfgewerkschaften“ und leitendes Mitglied der DFVP. Im Gründungsaufruf hetzte Fahrenhorst gegen das „jüdische Finanzkapital“ und pries Adolf Hitler als historischen Retter der deutschen Arbeiter:

„Das ist das große geschichtliche Verdienst Adolf Hitlers, die deutsche Arbeiterschaft sehend und dadurch fähig gemacht zu haben, ihre geschichtliche Mission, das deutsche Volk aus den Sklavenketten des Börsenkapitals zu befreien, restlos durchzuführen.“

Ebenfalls seit 1923 war Fahrenhorst (bis 1935) Redakteur bei der Der Deutsche Roland, dem Mitteilungsblatt des 1904 von Bernhard Koerner gegründeten Deutschen Rolands, Verein für deutsch-völkische Sippenkunde zu Berlin e. V.
Im Mai 1924 wurde Fahrenhorst auf Reichswahlvorschlag in den Reichstag gewählt, wo er in der zweiten Wahlperiode die Nationalsozialistische Freiheitspartei, eine Listenvereinigung aus DVFP und Ersatzorganisationen der seinerzeit verbotenen NSDAP, vertrat. Fahrenhorsts Listenplatz war ursprünglich für einen Nationalsozialisten vorgesehen. Bei der Aufstellung der Liste gab DVFP-Führer Albrecht von Graefe Fahrenhorst gegenüber Nationalsozialisten „wahrheitswidrig“ als NS-Anhänger aus.
In einer parlamentarischen Rede zur Frage der Kriegsbeschädigtenfürsorge hetzte Fahrenhorst gegen den „Staatsgerichtshof zum Schutze der jüdischen Vorherrschaft in Leipzig“, nannte die Revolution vom 9. November 1918 „das größte Verbrechen der Weltgeschichte“ und eine „jüdische Börsenrevolution“; behauptete, durch den, auf der „Frage der Schuldlüge [gründenden]“ Dawes-Plan würden die deutschen Arbeitnehmer „zu Sklavenarbeitern des jüdischen internationalen Großkapitals gepreßt“; riet zur Enteignung des „ganze[n] ostjüdische[n] Galiziergesindel[s], das mit dem Kaftan voll Läusen nach Deutschland kam“ zur Lösung aller sozialen Fragen und prophezeite dazu einen „völkischen Staat“, den man notfalls durch „Kampf auf den Straßen Berlins“ einrichten werde. Wegen des Ausdrucks „dreimal verfluchte Judenrepublik“ wurde er vom Vizepräsidenten des Reichstags, Johannes Bell, zur Ordnung gerufen.
1925 wurde Fahrenhorst Bezirksverordneter in Charlottenburg. 1928 gehörte er dem engeren Führungsrat der Deutschvölkischen Freiheitsbewegung (DVFB) an; zugleich leitete er den „Bund völkischer Freiheitskämpfer“, die paramilitärische Saalschutz- und Propagandatruppe der DVFB. Zum 1. November 1931 trat Fahrenhorst von der DVFB zur NSDAP über (Mitgliedsnummer 711.606). Ab 1931 war er Stadtverordneter in Berlin.
1933 wurde Fahrenhorst für die NSDAP in den letzten freien Preußischen Landtag gewählt. Hier war er Geschäftsführer der NSDAP-Fraktion. Im September 1933 wurde er, stellvertretend für Achim Gercke, als Führer des „Reichsvereins für Sippenforschung und Wappenkunde“ Vereine gewählt, und blieb in dieser Funktion bis zu Gerckes Sturz Anfang 1935.
Am 1. April 1935 wurde er Bürgermeister (bis 1940) von Prenzlau. Im selben Zeitraum wurde er freier Mitarbeiter beim „Sachverständigen für Rasseforschung“ im Reichsministerium des Innern. Als „Rassekundler“ schrieb er im von Kretzschmann herausgegebenen Buch Bausteine zum Dritten Reich:

„Die Regierung der nationalsozialistischen Revolution hat durch ihre Gesetzgebung die Voraussetzungen geschaffen, daß die deutsche Sippenforschung nunmehr Volkssache wird. Jeder Deutsche muß sich mit der Geschichte seines Geschlechts befassen. In jedem deutschen Volksgenossen muß die Erkenntnis über die Tiefe geschichtlicher wie blutmäßiger Verbundenheit zwischen seiner Sippe und dem großen deutschen Volke lebendig werden.“

Fahrenhorst war außerdem Mitglied der Reichsleitung der Glaubensbewegung Deutscher Christen. 1940 wurde er aus der Partei ausgeschlossen und Januar 1942 endgültig des Amtes als Bürgermeister enthoben.